# Chiesa di Sant'Agata (Quartu Sant'Elena)
La chiesa di Sant'Agata è una delle chiese di Quartu Sant'Elena.
È ubicata in piazza Azuni, a fianco all'ex convento dei cappuccini.

## Storia

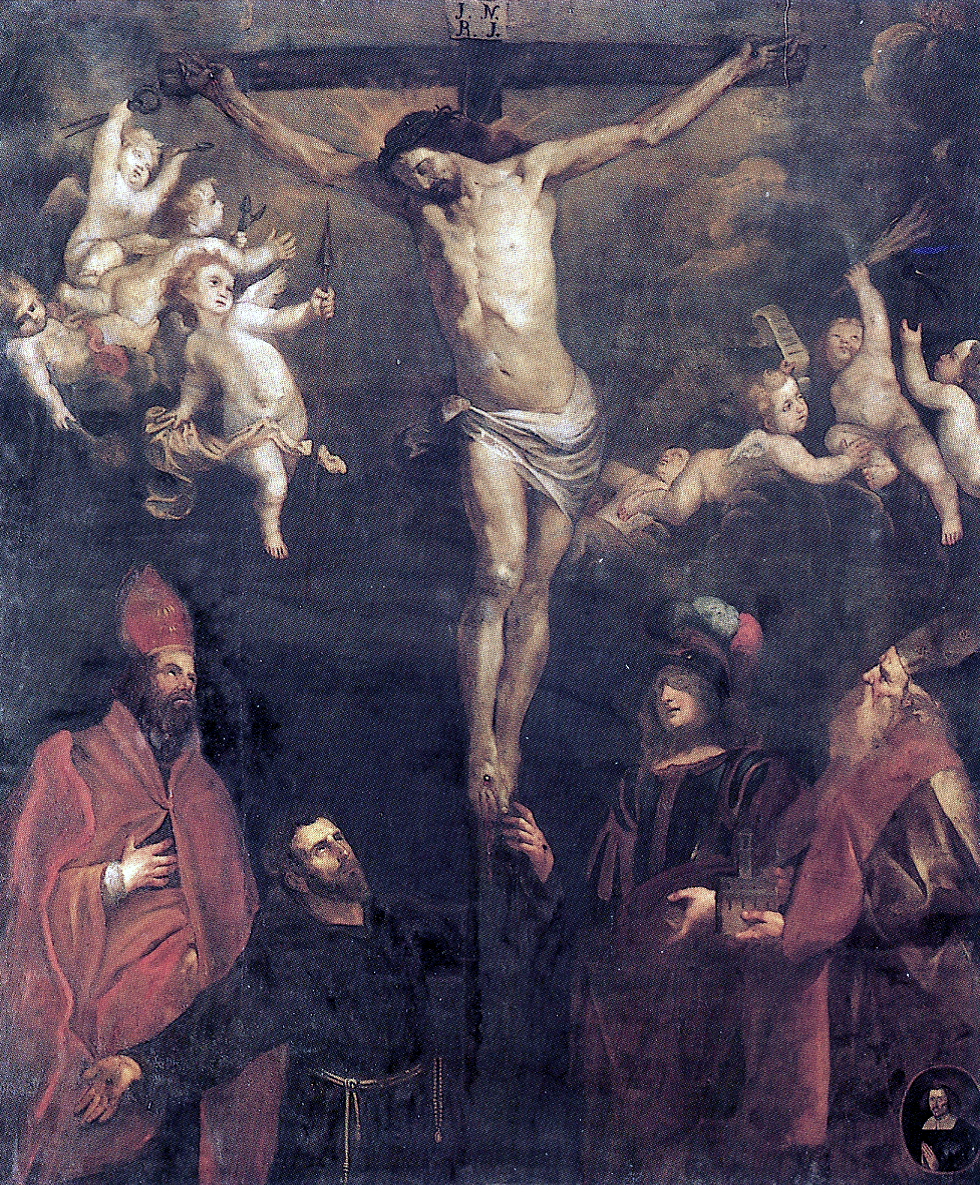
Orazio De Ferrari, Crocifissione e santi, 1640-1641

Venne costruita per la prima volta, per volere del arcivescovo di Cagliari, nel XII secolo in stile romanico.
Andata distrutta per motivi ancora incerti venne riscostruita tra il 1280 e il 1300 sulle fondamenta e su parte dei muri perimetrali della vecchia chiesa, utilizzando anche pietrame.
Le prime notizie certe sulla chiesa di Sant'Agata risalgono al 1291, quando il papa concesse l'indulgenza di un anno e 40 giorni a chi avesse visitato la chiesa in occasione delle ricorrenze di Santa Maria Vergine e di Sant'Agata.
Col tempo cadde in abbandono come risulta anche dai documenti della visita pastorale del 1599 dell'arcivescovo di Cagliari.
Nel 1631 la chiesa e tutta la proprietà annessa furono cedute ai Padri Cappuccini, che costruirono il convento adiacente e intitolarono la chiesa a San Francesco.
Alla fine del 1800 grazie alla legge Siccardi i beni dei Cappuccini furono espropriati dallo stato e ceduti al comune che, nel 1888, concesse l'area dell'orto (dove oggi sorge piazza Matteotti) alla società tramvie del Campidano.
Nel 1925 il sacerdote mons. Virgilio Angioni ottenne l'autorizzazione per fondare nel vecchio convento un istituto per i bisognosi, assistiti dalle suore del Buon Pastore che adibirono la chiesa a cappella.
Quando nel 1985 l'istituto religioso lasciò il convento, la chiesa riprese la vecchia denominazione.
Attualmente la chiesa di Sant'Agata è sotto amministrazione della Parrocchia di Sant'Elena.

## Descrizione
L'edificio venne realizzato da maestranze locali.
La chiesa ha una facciata a capanna. Il portale si trova al centro di questa ed è rettangolare. Sopra il portale si trova una lunetta a tutto sesto. La sua costruzione insieme a quella delle cappelle ed altre modifiche fu effettuata dai padri cappuccini che diedero alla chiesa il classico aspetto di una chiesa cappuccina.
Nella parte posteriore della chiesa è presente un piccolo campanile a vela.
All'interno è presente una sola navata voltata a botte; segue il presbiterio dietro il quale sorgono il coro ligneo e l'abside voltato a crociera. Sulla destra sorgono le tre cappelle e la sacrestia. Dal lato sinistro della chiesa si può accedere al convento.
Pochi sono gli arredi rimasti nella chiesa. I più importanti sono la notevole Crocifissione e santi del pittore genovese Orazio De Ferrari e un dipinto raffigurante san Felice da Cantalice risalente al XVII secolo.